# Chazelet
Chazelet ist eine französische Gemeinde mit 124 Einwohnern (Stand: 1. Januar 2022) im Département Indre in der Region Centre-Val de Loire; sie gehört zum Arrondissement Le Blanc und zum Kanton Saint-Gaultier. 

## Geographie
Chazelet liegt etwa 37 Kilometer südsüdwestlich von Châteauroux.
Nachbargemeinden von Chazelet sind Sacierges-Saint-Martin im Norden und Westen, Vigoux im Norden und Osten, Saint-Gilles im Süden und Südosten sowie Saint-Civran im Süden und Westen.

## Bevölkerungsentwicklung
| Jahr                      | 1962 | 1968 | 1975 | 1982 | 1990 | 1999 | 2006 | 2013 |
| Einwohner                 | 235  | 189  | 196  | 150  | 132  | 146  | 125  | 118  |
| Quelle: Cassini und INSEE |      |      |      |      |      |      |      |      |

## Sehenswürdigkeiten
- Kirche Saint-Jean-Baptiste
- Schloss Chazelet aus dem 16. Jahrhundert

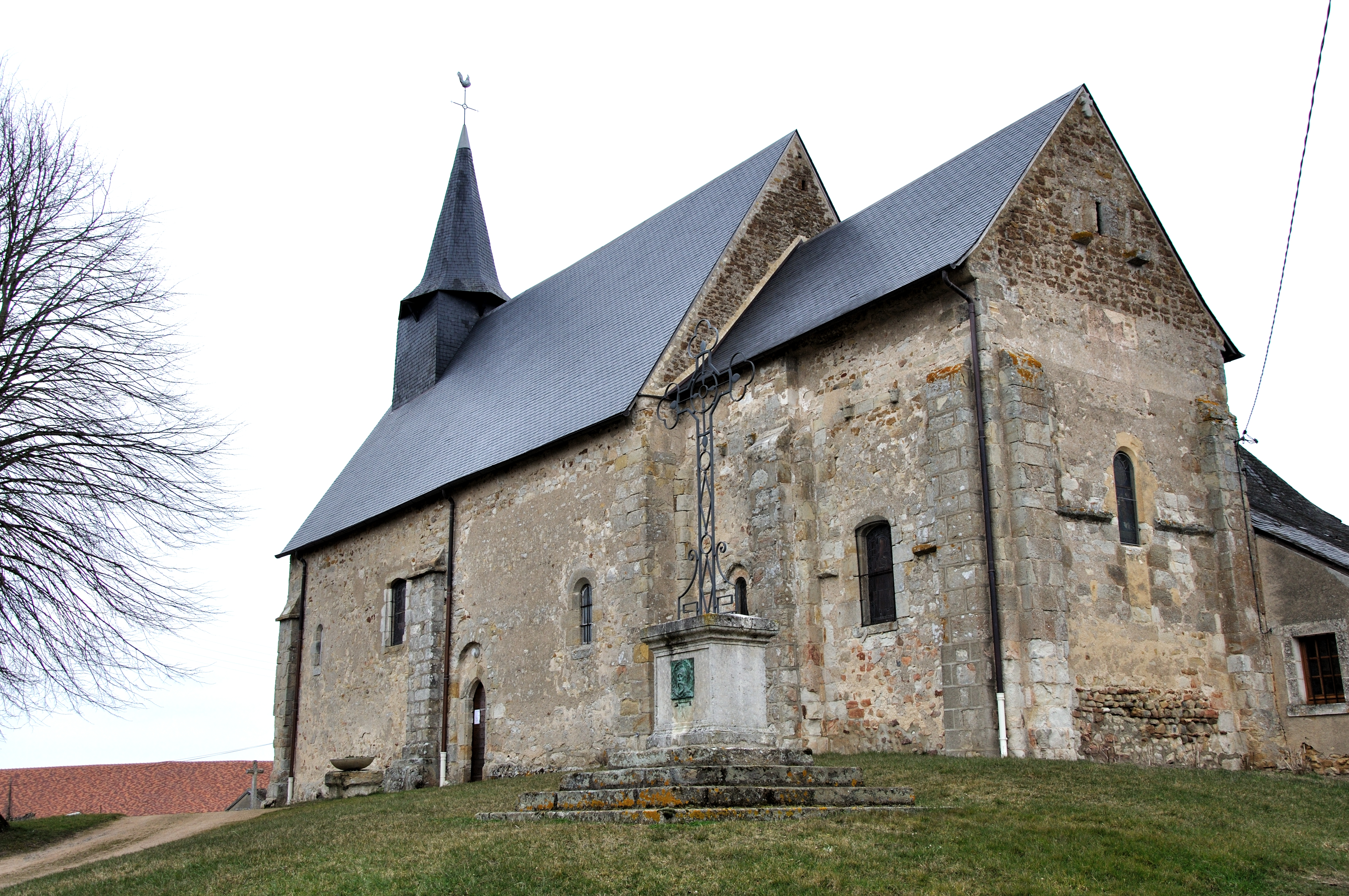
Kirche Saint-Jean-Baptiste
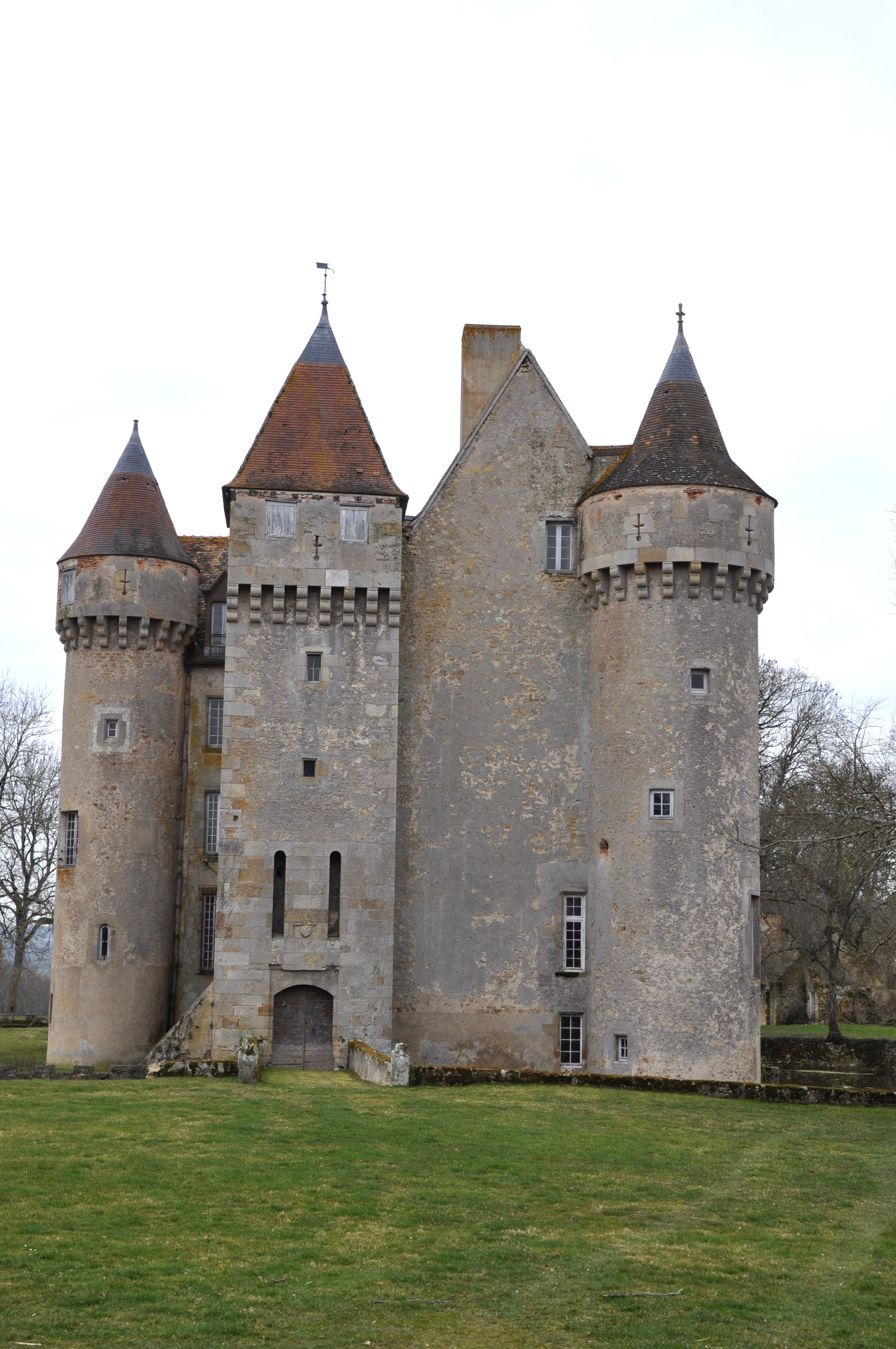
Schloss Chazelet